# Dominion Voting Systems
Dominion Voting Systems Corporation là một công ty kinh doanh phần cứng và phần mềm bỏ phiếu điện tử, bao gồm các máy bỏ phiếu và máy lập bảng tại Hoa Kỳ và Canada. Trụ sở quốc tế của công ty đặt tại Toronto, Canada và trụ sở chính tại tại Denver, Colorado, Hoa Kỳ. Công ty thực hiện phát triển phần mềm nội bộ cho các khách hàng của mình ở Hoa Kỳ, Canada và Serbia.
Dominion là chủ đề của một trò lừa bịp bắt nguồn từ những người theo thuyết âm mưu cực hữu QAnon, sau đó được One America News Network và Tổng thống Donald Trump lan truyền, và những người đại diện và ủng hộ Trump. Họ cáo buộc rằng máy bỏ phiếu của công ty đã bị xâm phạm, dẫn đến hàng triệu phiếu bầu cho Trump bị xóa hoặc chuyển sang phiếu cho Joe Biden trong cuộc bầu cử tổng thống Hoa Kỳ năm 2020. Một số đã tuyên bố sai rằng Dominion có quan hệ mật thiết với gia đình Clinton hoặc các đảng viên Đảng Dân chủ khác. Không có bằng chứng nào chứng minh cho những tuyên bố này, đã bị nhiều nhóm khác nhau bóc mẽ bao gồm các chuyên gia công nghệ bầu cử, chính phủ và các quan chức ngành bỏ phiếu, và Cơ quan An ninh mạng và Cơ sở hạ tầng (CISA).

## Công ty

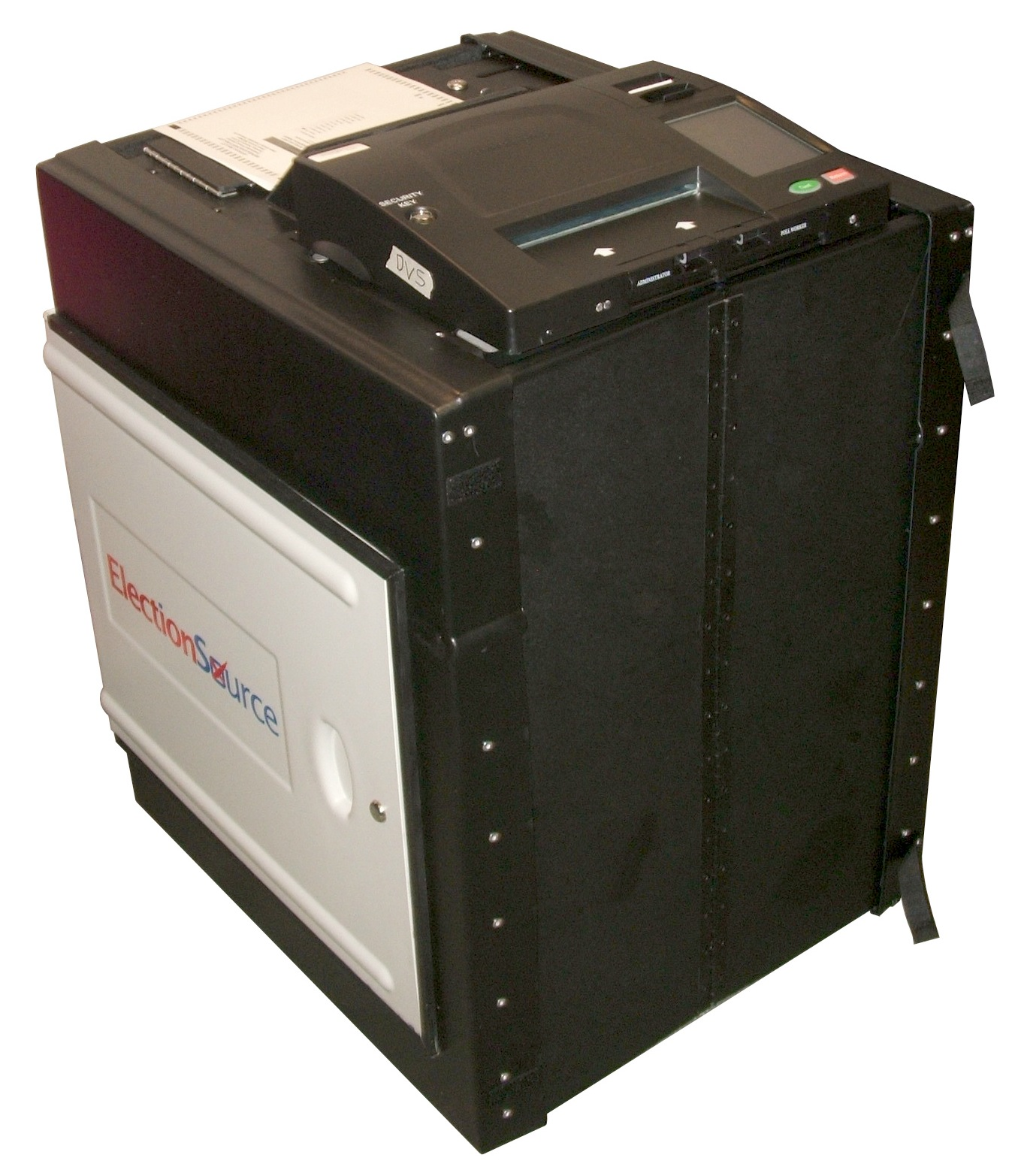
Máy bầu cử đếm bằng scan quang học tại khu vực bầu cử Dominion ImageCast, được gắn trên hộp bầu cử, dạng thu gọn do ElectionSource thực hiện.

Dominion Voting Systems Corporation được John Poulos và James Hoover thành lập vào năm 2002 tại Toronto, Ontario, Canada. Công ty phát triển phần mềm độc quyền nội bộ và bán phần cứng và phần mềm bỏ phiếu điện tử, bao gồm máy bỏ phiếu và máy biểu quyết, ở Hoa Kỳ và Canada. Công ty hiện có trụ sở chính tại Toronto, Ontario và Denver, Colorado.

### Mua lại
Vào tháng 5 năm 2010, Dominion mua lại Premier Election Solutions (trước đây là Diebold Election Systems) từ Election Systems & Software (ES&S). ES&S vừa mua lại PES từ Diebold và bị Bộ Tư pháp Hoa Kỳ yêu cầu bán bớt PES vì lo ngại chống độc quyền. Vào tháng 6 năm 2010, Dominion mua lại Sequoia Voting Systems.
Năm 2018, Dominion đã được ban quản lý của nó và Staple Street Capital, một công ty cổ phần tư nhân mua lại.